# Unihockey-Europameisterschaft
Die Unihockey-Europameisterschaft ist ein bisher zweimal ausgetragenes Unihockey-Turnier. Sie wurde erstmals 1994 in Finnland für die Männer ausgetragen. 1995 fand die zweite Europameisterschaft in der Schweiz statt. Diesmal gab es ein Turnier für die Männer und für die Frauen. Um Japan eine Spielgelegenheit an einem internationalen Turnier zu geben, wurden diese Europameisterschaft als „offene Europameisterschaft“ ausgeschrieben. Danach wurde die Europameisterschaft durch die Unihockey-Weltmeisterschaft abgelöst, die 1996 erstmals für die Männer ausgetragen wurde und 1997 erstmals für die Frauen.
Im Jahr 2026 wird die Europameisterschaft für jeweils Herren und Damen wieder geplant. Sie sollen jährlich stattfinden, Damen in den ungeraden und Herren in den geraden Jahren. Beim neu geplanten Format sollen acht Teams teilnehmen: Der Gastgeber und die sieben besten europäischen Teams der letzten Unihockey-Weltmeisterschaft. Diese acht Länder sollen automatisch für die nächste Unihockey-WM qualifiziert sein. Damit will die IFF unter anderem verhindern, dass es in der Qualifikation zu unattraktiven Spielen, wie dem 61:0 der schwedischen Damen gegen die französische Nationalmannschaft im Januar 2019 kommt.

## Europameisterschaft der Männer
| Jahr | Gastgeber | Ort      | Gold     | Silber   | Bronze  |
| ---- | --------- | -------- | -------- | -------- | ------- |
| 1994 | Finnland  | Helsinki | Schweden | Finnland | Schweiz |
| 1995 | Schweiz   | Zürich   | Finnland | Schweden | Schweiz |
| 2027 |           |          |          |          |         |

## Europameisterschaft der Frauen
| Jahr | Gastgeber | Ort      | Gold     | Silber   | Bronze   |
| ---- | --------- | -------- | -------- | -------- | -------- |
| 1995 | Schweiz   | Zürich   | Schweden | Norwegen | Finnland |
| 2026 | Schweden  | Göteborg |          |          |          |